# 肉荚云实
肉荚云实（学名：Caesalpinia digyna）为豆科云实属的植物。分布于印度、越南、马来西亚以及中国大陆的海南、云南等地，生长于海拔500米的地区，多生长于山坡灌丛中和海边，目前尚未由人工引种栽培。